# Станко Тодоров
Станко Тодоров Георгієв (болг. Станко Тодоров Георгиев; 10 грудня 1920, село Кленовик, Болгарія — 17 грудня 1996, Софія, Болгарія) — болгарський політичний і державний діяч. Голова уряду з 1971 до 1981 року — найдовше в історії Болгарії.

## Біографія
Тодоров народився в провінції Перник. До та під час Другої світової війни був робітником.
1941 року призваний до армії, звідки 1943 втік. Того ж року вступив до підпільної Болгарської комуністичної партії.
1944 року був заарештований, але втік під час бомбардувань у березні того ж року.
До 1948 року комуністи прийшли до влади в Болгарії, і Тодоров почав сходження службовими щаблями в уряді. Він став членом Політбюро 1961 року та займав низку урядових постів. Займав посаду голови Ради міністрів, третій вищий пост у країні, з 7 липня 1971 до 16 червня 1981 року. Потім став головою парламенту, цю посаду займав до багатопартійних виборів 1990 року. Підтримав реформістське крило комуністичної партії наприкінці 1980-их після зміни політичної кон'юнктури. Взяв участь в усуненні лідера партії Тодора Живкова від посади 1989 року.
Незадовго до виборів 1990 року Тодоров виконував обов'язки президента Болгарії з 6 липня 1990 до 17 липня 1990 року. Він здобув місце в парламенті за результатами виборів, проте вийшов у відставку того ж року за станом здоров'я.